# Wolodymyr Synjawskyj
Wolodymyr Iwanowytsch Synjawskyj (ukr. Володимир Іванович Синявський, rus. Владимир Иванович Синявский, Wladimir Iwanowitsch Sinjawski; * 18. November 1932; † 27. Dezember 2012 in Kiew) war ein sowjetischer Ringer. Er war Weltmeister 1959 und Gewinner einer Silbermedaille bei den Olympischen Spielen 1960 in Rom im freien Stil im Leichtgewicht.

## Werdegang
Wladimir Sinjawski, ein Ukrainer aus Kiew, begann als Jugendlicher mit dem Ringen im freien Stil. Er brauchte relativ lange, ehe er sich in der Sowjetunion gegen die dort herrschende starke Konkurrenz durchsetzen konnte. 1957 machte er erstmals nachhaltig auf sich aufmerksam, als er bei den sowjetischen Meisterschaften im freien Stil im Leichtgewicht den 1. Platz vor L. Kolesnik aus Leningrad u. a. Galustjan aus Aserbaidschan belegte. Im gleichen Jahr siegte er auch bei den III. Internationalen Sportspielen in Moskau vor dem Bulgaren Musa Aliew und Okura aus Japan.
Auch 1958 gelang Sinjawski ein großer Erfolg. Da in den 1950er Jahren die Ringer-Weltmeisterschaften im Wechsel der Stile stattfanden, wurde 1958 vom internationalen Ringerverband, da in diesem Jahr nur Weltmeisterschaften im griechisch-römischen Stil ausgetragen wurden, in Sofia ein Weltturnier im freien Stil veranstaltet, das praktisch die gleiche Besetzung wie Weltmeisterschaften hatte. Sinjawski gewann dieses Turnier vor Musa Aliew und Gyula Tóth aus Ungarn.
1959 konnte Sinjawski dann auch bei „richtigen“ Weltmeisterschaften im freien Stil teilnehmen, die in Teheran stattfand. Er war in hervorragender Form und wurde mit sechs vorzeitigen Siegen ohne Fehlpunkt Weltmeister. Außerdem gewann Wladimir 1959 auch bei der II. Spartakiade der UdSSR das Leichtgewichtsturnier vor A. Balajew u. D. Surinow.
Bei den sowjetischen Meisterschaften 1960 belegte er überraschenderweise hinter Robert Dschaganadse nur den 2. Platz. Er wurde aber trotzdem zu den Olympischen Spielen nach Rom entsandt. Seine Hoffnung auf einen Olympiasieg erfüllte sich aber nicht, denn er unterlag im Finale dem vollkommen unbekannten US-Amerikaner Shelby Wilson und musste sich mit der Silbermedaille begnügen.
1961 startete Wladimir noch einmal bei Weltmeisterschaften in Yokohama. Er konnte dort seinen Titel von 1959 nicht verteidigen, da er im Endkampf gegen Mohammad-Ali Sanatkaran aus dem Iran unterlag.
Nach diesen Meisterschaften ist Wladimir Sinjawski bei internationalen Meisterschaften nicht mehr am Start gewesen.

## Internationale Erfolge
(OS = Olympische Spiele, WM = Weltmeisterschaften, F = freier Stil, Le = Leichtgewicht, damals bis 67 kg Körpergewicht)
- 1957, 1. Platz, III. Intern. Sportspiele in Moskau, F, Le, vor Musa Aliew, Bulgarien u. Okura, Japan;

- 1958, 1. Platz, Weltturnier in Sofia, F, Le, vor Musa Aliew, Gyula Tóth, Ungarn, Jan Kuczynski, Polen, Imam-Ali Habibi, Iran u. Murat Celebi, Türkei;

- 1959, 1. Platz, WM in Teheran, F, Le, mit Siegen über Mustafa Tajik, Iran, Jaggi, Schweiz, Enju Waltschew Dimow, Bulgarien, Masahira Ajikata, Japan, Hayrullah Sahin, Türkei u. Gyula Tóth;

- 1960, Silbermedaille, OS in Rom, F, Le, mit Siegen über Enju Waltschew Dimow, Jan Kuczynski, Gyula Tóth u. Garibaldo Nizzola, Italien u. einer Niederlage gegen Shelby Wilson, USA;

- 1961, 2. Platz, WM in Yokohama, F, Le, mit Siegen über Beauponnat, Frankreich, Firdaus Rahman, Irak, Kazua Abe, Japan u. Michael Rodriguez, USA u. einer Niederlage gegen Mohammad-Ali Sanatkaran, Iran

## Belege
1. ↑  Пішов із життя легендарний український борець Володимир Синявський (Memento vom 23. Juni 2013 auf WebCite), russisch, abgerufen am 24. Februar 2014

| Personendaten    | Personendaten                   |
| ---------------- | ------------------------------- |
| NAME             | Synjawskyj, Wolodymyr           |
| ALTERNATIVNAMEN  | Sinjawski, Wladimir Iwanowitsch |
| KURZBESCHREIBUNG | sowjetischer Ringer             |
| GEBURTSDATUM     | 18. November 1932               |
| STERBEDATUM      | 27. Dezember 2012               |
| STERBEORT        | Kiew                            |